# Vaja Pșavela
Vaja Pșavela (în georgiană ვაჟა-ფშაველა), menționat simplu ca Vaja (în georgiană ვაჟა) (n. 14/26 iulie 1861, Chargali⁠(d), Gubernia Tiflis⁠(d), viceregatul Caucazului⁠(d), Imperiul Rus – d. 27 iunie/10 iulie 1915, Tbilisi, Imperiul Rus) este pseudonimul poetului și scriitorului georgian Luka Razikașvili (în georgiană ლუკა რაზიკაშვილი), remarcabil patriot georgian și scriitor de mare calibru al literaturii georgiene.
„Vaja Pșavela” înseamnă, literal, „fiu al pșavilor,” în georgiană.

## Viața
Vaja Pșavela s-a născut în familia unui clerici din micul sat Chargali, situat în provincia muntoasă Pshavi din estul Georgiei. A absolvit cursurile Seminarului Pedagogic din Gori în 1882, unde a devenit un apropiat al activiștilor populiști georgieni (termenul rus narodniki). El a intrat apoi ca student fără bursă la Facultatea de Drept a Universității St. Petersburg (Rusia) în 1883, dar a revenit în Georgia în anul 1884 din cauza constrângerilor financiare. Aici a găsit un post de profesor de limba georgiană. El a devenit cunoscut în calitate de reprezentant al Mișcării de Eliberare Națională din Georgia. 
Vaja Pșavela a început o carieră literară la mijlocul anilor 1880. În lucrările sale, el a portretizat viața de zi cu zi și psihologia pșavilor săi contemporani. Vaja Pșavela este autorul a numeroase opere literare de nivel internațional – 36 de poeme epice, aproximativ 400 de poezii („Aluda Ketelauri”, „Bakhtrioni”, „Gogotur și Apshina”, „Gazdă și oaspete”, „Mâncătorul de șerpi”, „Eteri”, „Mindia” etc.), piese de teatru și povestiri, precum și critică literară, jurnalism și articole științifice de interes etnografic. Chiar și în proza sa, el evocă viața muntenilor georgieni cu o precizie etnografică și înfățișează o întreagă lume de concepte mitologice. În poezia sa, poetul abordează trecutul eroic al poporului său și preamărește lupta împotriva dușmanilor atât externi, cât și interni. (poeziile „Un leopard al zăpezii rănit” (1890), „O scrisoare a unui soldat pșav către mama sa” (1915) etc.).
În cele mai bune compoziții epice, Vaja Pșavela tratează viguros problemele ridicate de interacțiunea individului cu societatea, a omenirii cu lumea naturală și a dragostei umane cu dragoste de țară. Conflictul dintre individ și temi (comunitate) este descris în poemele epice Aluda Ketelauri (1888, în traducere rusă în 1939) și Gazdă și oaspete (1893, în traducere rusă în 1935). Personajele principale din ambele lucrări ajung să pună în discuție și în cele din urmă să ignore legile învechite susținute de comunitățile lor, în călătoria lor personală spre o mai mare umanitate, care o transcende pe cea provincială.
Tema principală a poetului este voința puternică a poporului, demnitatea sa și dorința sa de libertate. Aceleași teme sunt abordate în piesa Cel respins (1894). Vaja Pșavela idealizează ritualurile vechi ale pșavilor, puritatea lor și nedegenerarea lor, comparându-le cu valorile a ceea ce consideră el ca fiind civilizația falsă.
Înțeleptul Mindia din poemul epic „Mâncătorul de șerpi” (1901, în traducere rusă în 1934) moare pentru că el nu-și poate reconcilia idealurile cu nevoile familiei sale și cu cele ale societății. Intriga catalizatoare a consumării de carne de șarpe de către Mindia într-o tentativă de sinucidere – care generează în schimb obținerea unor cunoștințe oculte - constituie o folosire literară a motivului folcloric central prezent în Șarpele Alb (Frații Grimm), care sintetizează tipul de poveste nr. 673 din sistemul de clasificare Aarne-Thompson.
Poemul epic Bakhtrioni (1892, în traducere rusă în 1943) prezintă rolul jucat de triburile muntenilor georgieni în revolta din Kakheti (Georgia de Est) împotriva asupritorilor iranieni în 1659.
Vaja Pșavela nu are rival nici în domeniul poeziei georgiene în deosebitele și evocatoarele sale reprezentări ale Naturii – pentru care a simțit o dragoste profundă. Peisajele lui sunt pline de mișcare și de conflicte interne. Dicția sa poetică este saturată cu toate bogățiile limbii sale materne și totuși aceasta este o limbă literară impecabil de exactă. Grație traducerilor excelente în limba rusă (realizate de Nikolai Zaboloțki, V. Derjavin, Osip Mandelștam, Boris Pasternak, S. Spasski, Marina Țvetaeva și alții), în limba engleză (de Donald Rayfield, Venera Urushadze, Lela Jgerenaia, Nino Ramishvili și alții), în franceză (de Gaston Bouatchidzé) și în limba germană (de Yolanda Marchev, Steffi Chotiwari-Jünger), opera poetului și-a găsit un public larg.
În plus, scrierile lui Vaja Pșavela au devenit, de asemenea, disponibile pentru reprezentanți ai altor naționalități din fosta URSS. Până în prezent, poemele sale și compozițile sale narative au fost publicate în mai mult de 20 de limbi străine.
Vaja Pșavela a murit în Tiflis la 10 iulie 1915 și a fost înmormântat acolo, în vechea capitală a țării sale natale, fiindu-i acordată onoarea de seamă a unui mormânt în prestigiosul Panteon de pe Muntele Mtatsminda, în semn de recunoaștere atât a realizărilor sale literare, cât și a rolului său de reprezentant al mișcării de Eliberare Națională din Georgia.
Poetul muntean Vaja Pșavela este, într-adevăr, așa cum Donald Rayfield scrie, „de o magnitudine calitativă mai mare decât orice alt scriitor georgian”.
Cele cinci poeme epice ale lui Vaja Pșavela (Aluda Ketelauri (1888), Bakhtrioni (1892), Gazdă și oaspete (1893), Răzbunătorul sângelui (1897) și Mâncătorul de șerpi (1901)) sunt compuse pe principiul secțiunii de aur, și produc, astfel, o comparație cu scrierile autorilor antici și renascentiști inspirați în mod asemănător.
În 1961 s-a deschis un muzeu și a fost construit un monument în Chargali pentru a-l onora pe Vaja Pșavela, fiul său cel mai faimos.

## Lucrări

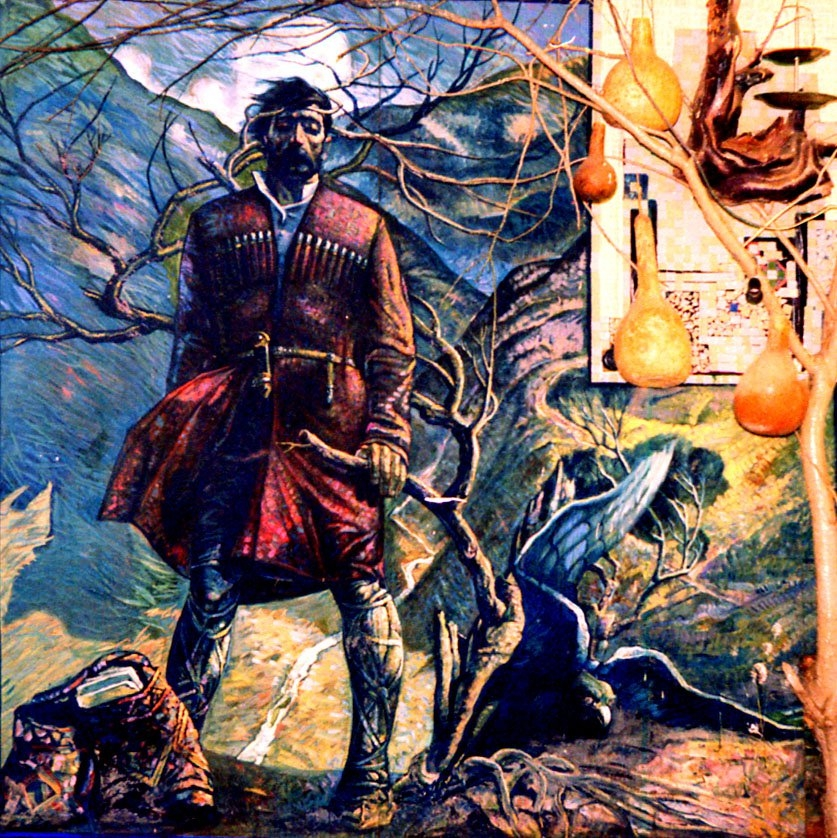
Vaja de Guram Gagoshidze.

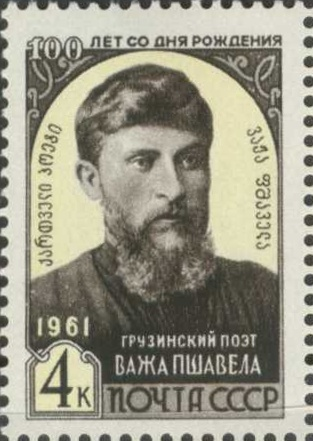
Vaja Pșavela pe un timbru sovietic din anul 1961

### Poeme epice
- Aluda Ketelauri, 1888
- Bakhtrioni, 1892
- Host and Guest, 1893
- The avenger of the blood, 1897
- The Snake-eater, 1901

### Alte poezii
- A feast, 1886
- The ogre's wedding, 1886
- A goldfinger's will, 1891
- A night in the highland, 1890

### Povestiri
- The story of the roebuck, 1883
- An old beech, 1889
- The mountain's height, 1895

### Piese de teatru
- The scene in the mountain, 1889
- Hunted of the homeland (drama), 1894
- The forest comedy, 1911

## Filme
- Vedreba[6] (Ruga), dramă romantică ce a adaptat poeziile "Aluda Ketelauri" și "Gazdă și oaspete" ale lui Vaja Pșavela, (acest film a fost distins cu Marele Premiu la cea de-a 17-a ediție a Festivalului Internațional de Film de Autor, de la San Remo, 1974), regizorul filmului a fost Tenghiz Abuladze – 1967
- Mokvetili,[7] dramă romantică, ce a adaptat piesa Vânatul patrie a lui Vaja Pșavela, regizorul filmului a fost Giorgi (Gia) Mataradze – 1992
- „Gazdă și oaspete”, adaptare dramatică a poemului epic omonim al lui Vaja Pșavela, pusă în scenă de Synetic Teather (Arlington, Virginia) – SUA – în regia lui Paata Tsikurishvili – 2002 – http://www.youtube.com/watch?v=ZEuJCVC4jt0

## Legături externe
- "Georgian literature." Encyclopædia Britannica.
- Anniversaries with which UNESCO is associated in 2010–2011, (24) 150th anniversary of the birth of Vazha Pshavela, writer (1861–1915) (Georgia)
- Celebration of anniversaries with which UNESCO is associated in 2010–2011, (Brochure (pdf), page 68)
- Vazha Pshavela
- The snake-eater Arhivat în 6 octombrie 2011, la Wayback Machine.
- Host and Guest
- Vazha-Pshavela Arhivat în 31 martie 2012, la Wayback Machine.